# Prepotto
Prepotto (friülà Prepot, eslovè Prapotno) és un municipi italià, dins de la província d'Udine. Alguns l'inclouen dins de l'Eslàvia friülana. L'any 2007 tenia 851 habitants. Limita amb els municipis de Brda (Eslovènia), Kanal ob Soči (Eslovènia), Cividale del Friuli, Corno di Rosazzo, Dolegna del Collio (GO), San Leonardo, San Pietro al Natisone i Stregna.

## Administració
| Període | Identitat         | Partit      |
| ------- | ----------------- | ----------- |
| 2004-   | Gerardo Marcolini | Centredreta |